# 9K52 Luna-M
9K52 Luna-M (rusky Луна; česky: Měsíc, v kódu NATO FROG-7) je sovětský dělostřelecký raketový systém krátkého doletu, který odpaluje neřízené a rotačně stabilizované rakety 9M21. Původně byl vyvinut v 60. letech 20. století k poskytování divizní dělostřelecké podpory pomocí taktických jaderných zbraní, ale postupně byl upraven pro konvenční použití. 9K52 byl nakonec následován systémem OTR-21 Točka.
Původní název byl 3R-11 a 9R11. 9M21 je raketa na tuhé palivo se čtyřmi mimoúhlovými noniusovými komorami bezprostředně za sekcí hlavice. Když se zapálí hlavní motorová sekce, aktivují se nonie a raketa začne rotovat pro zlepšení stability a přesnosti. Při dosahu má 9M21 nominální CEP (Circular error probable, pravděpodobnou kruhovou chybu) 400 metrů. Západní zpravodajské služby odhadovaly, že jeho CEP při maximálním dosahu je 500 až 700 m, ale ruské zdroje připouštějí, že pravděpodobný bod dopadu by mohl spadat kamkoli do oblasti 2,8 kilometrů do hloubky od chyby vzdálenosti a 1,8 kilometru na šířku při chybě azimutu.